# Randens
Randens ist eine Commune déléguée in der französischen Gemeinde Val-d’Arc mit 820 Einwohnern (Stand 1. Januar 2022) in den Savoyen in Frankreich. Sie gehört zur Region Auvergne-Rhône-Alpes, zum Département Savoie und zum Arrondissement Saint-Jean-de-Maurienne. 
Die Gemeinde Randens wurde am 1. Januar 2019 mit Aiguebelle zur neuen Gemeinde Val-d’Arc zusammengeschlossen. Sie gehörte und zum Kanton Saint-Pierre-d’Albigny
Der Arc bildete die Grenze zur westlich gelegenen Nachbargemeinde Aiguebelle und zu Bourgneuf im Nordwesten. Die weiteren Nachbargemeinden waren Bonvillaret im Norden und Montsapey im Osten und im Süden. 

## Bevölkerungsentwicklung
| Jahr      | 1962 | 1968 | 1975 | 1982 | 1990 | 1999 | 2008 | 2014 | 2015 |
| --------- | ---- | ---- | ---- | ---- | ---- | ---- | ---- | ---- | ---- |
| Einwohner | 564  | 606  | 651  | 656  | 635  | 663  | 833  | 822  | 813  |

## Sehenswürdigkeiten
- Kriegerdenkmal
- Himmelfahrts-Kirche (Église de l’Assomption)

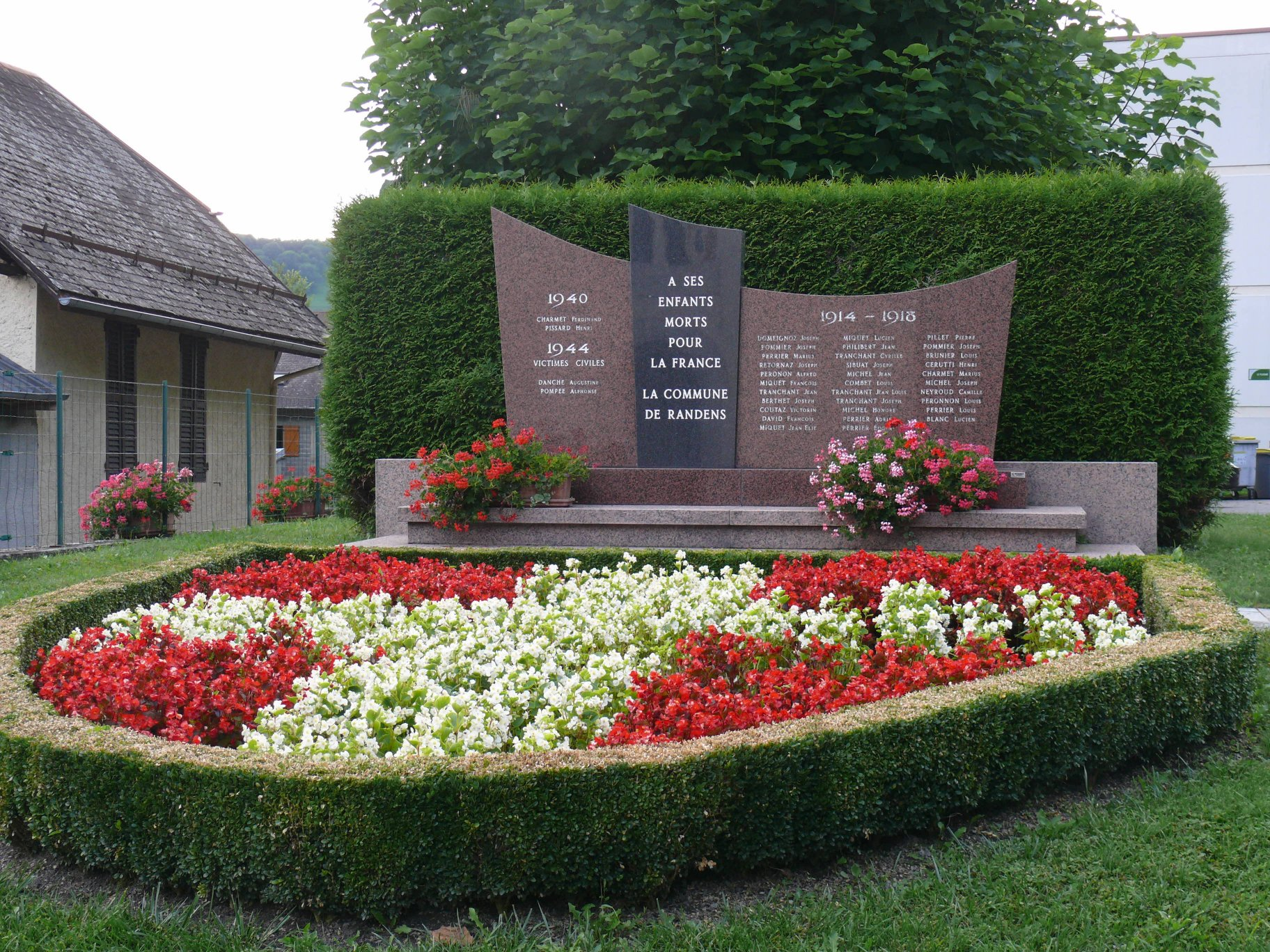
Kriegerdenkmal
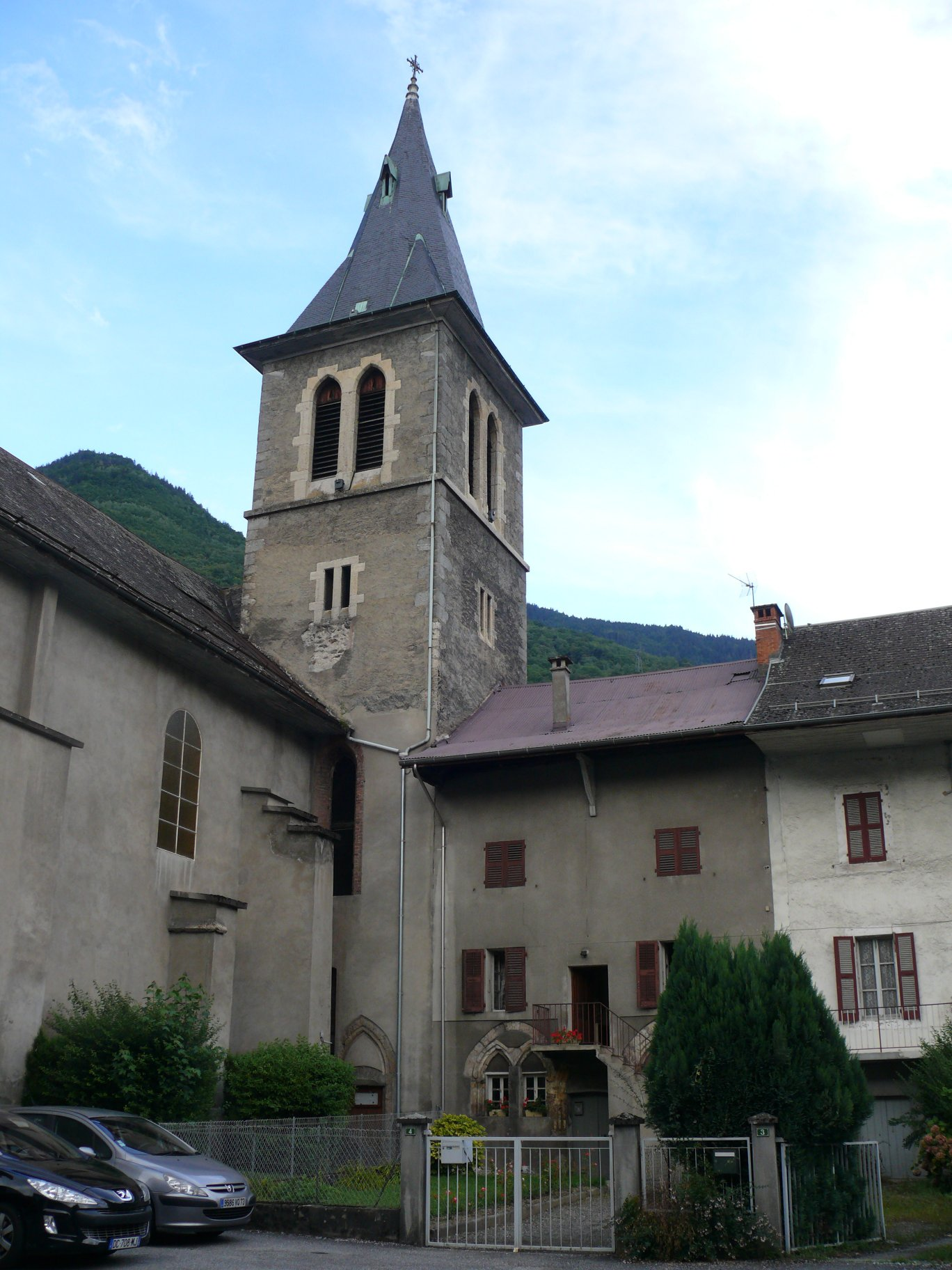
Église de l’Assomption